# Bonga (musicien)
Pour les articles homonymes, voir Barceló et Bonga.
José Adelino Barceló de Carvalho, dit Bonga, également appelé Bonga Kuenda ou Bonga Kuenda de Angola, est un chanteur angolais, né le 5 septembre 1942 à Kipiri (Ícolo e Bengo). Il a d'abord été athlète pour le compte du Portugal, alors puissance coloniale en Angola.
Il compte plus d'une quarantaine d'albums à son actif, dans lesquels il chante en portugais comme en angolais traditionnel. Ses morceaux sont un mélange de musique populaire portugaise, de semba, kizomba agrémenté d'éléments africains, cap-verdiens, brésiliens.

## Biographie
José Adelino Barceló de Carvalho naît dans la province de Bengo, en Angola, une des colonies africaines du Portugal à l'époque. Il quitte l'Angola à l'âge de 23 ans afin de devenir athlète ; en 1968, il bat le record du 400 mètres portugais. Il participe notamment aux championnats d'Europe d'athlétisme en 1969 sur 200 mètres et 400 mètres. 
Le Portugal est alors gouverné par le régime dictatorial du Estado Novo, fondé par Salazar en 1933. José Adelino Barceló de Carvalho est un fervent partisan de l'indépendance ; son statut de star de l'athlétisme portugais lui permet de jouir d'une liberté de mouvement rare, dont il se sert pour transporter des messages entre les combattants exilés pro-indépendantistes africains et les compatriotes encore en Angola. Il choisit alors le pseudonyme de Bonga Kuenda (« Celui qui se lève et qui marche ») pour cette activité clandestine.
Comme le mouvement pour l'indépendance prend de l'ampleur, le régime portugais et la PIDE (sa police politique) se rendent compte que José Barceló de Carvalho et Bonga Kuenda sont le même homme. Contraint à l'exil à Rotterdam, il enregistre en 1972 son premier disque, Angola 72, et adopte définitivement le nom de Bonga. Il abandonne l’athlétisme, se concentrant alors uniquement sur une carrière de chanteur initiée à l'âge de 15 ans, et devient rapidement connu dans son pays d'origine, ainsi qu'au Portugal. Un mandat d'arrêt est émis par l'Angola en raison des paroles séditieuses de l'album, forçant Bonga à se déplacer entre l'Allemagne, la Belgique et la France jusqu'à l'indépendance de l'Angola en 1975, provoquée par les événements de la révolution des Œillets. Pendant qu'il vit en Europe, Bonga rencontre d'autres musiciens lusophones. 
Après l'indépendance de l'Angola, Bonga vit pendant quelque temps à Paris et en Angola avant d'établir sa résidence principale à Lisbonne ; il est alors un chanteur à succès auprès des immigrants des anciennes colonies portugaises, ainsi qu'auprès des Portugais d'origine européenne ou africaine[réf. nécessaire]. En raison de son histoire personnelle, sa musique et ses textes expriment souvent l'exil ; ainsi, sur son album Angola 74 (1974), Bonga a interprété une version de Sodade bien avant que celle-ci ne soit popularisée par la chanteuse cap-verdienne Cesária Évora.
Du fait que la vie post-coloniale en Angola s'est désintégrée dans la corruption, la misère, la brutalité, ainsi que dans une guerre civile interminable et sanglante, Bonga est resté très critique envers les dirigeants politiques de tous bords. Il reste farouchement dévoué à l'idéal de non-violence, affirmant simplement : « Nous devons vivre sans nuire à autrui ».
En 2016, à 74 ans, Bonga publie son trente-et-unième album, Recados de Fora (Messages d'ailleurs), qui présente plusieurs chansons inédites, dont Tonokenu, ainsi qu'une reprise de Sodade Meu Bem Sodade, du compositeur brésilien Zé do Norte (déjà interprétée par Maria Bethânia ou Nazaré Pereira) et une autre, Odji Maguado, du compositeur cap-verdien B. Leza, que Cesária Évora avait déjà enregistrée en 1990 sur son album Destino di Belita.
En avril 2022, à près de 80 ans, il sort son trente-deuxième album, Kintal da Banda.

## Distinction
Bonga a reçu le 10 décembre 2014 le titre de Chevalier de l'ordre des Arts et des Lettres lors d'une cérémonie à la Résidence de France en Angola. Il y a été distingué par l'ambassadeur Jean-Claude Moyret.

## Discographie

### Albums
- Angola 72 (1972, 1997)
- Angola 74 (1974, 1997)
- Raízes (1975)
- Angola 76 (1976)
- Racines (1978)
- Kandandu (1980)
- Kualuka Kuetu (1983)
- Marika (1984)
- Sentimento (1985)
- Massemba (1987)
- Reflexão (1988)
- Malembe Malembe (1989)
- Diaka (1990)
- Jingonça (1991)
- Paz Em Angola (1991)
- Gerações (1992)
- Mutamba (1993)
- Tropicalíssimo (1993)
- Traditional Angolan Music (1993)
- Fogo na Kanjica (1994)
- O Homem do Saco (1995)
- Preto e Branco (1996)
- Roça de Jindungo (1997)
- Dendém de Açúcar (1998)
- Falar de Assim (1999)
- Semba N'Gola (2000)
- Mulemba Xangola (2001)
- Kaxexe (2004)
- Maiorais (2006)
- Bairro (2008)
- Hora Kota (2011)
- Recados de Fora (2016)[10]
- Kintal Da Banda (2022)

### Compilations
- Paz em Angola (1991)
- Katendu (1993)
- 20 Sucessos de Ouro (1995)
- O'Melhor De Bonga (2001)
- Best Of Bonga (2009)

### Live
- Swinga Swinga (1996)
- Bonga Live (2005)

### Duos
- En 2010, il participe à l'album Causes perdues et musiques tropicales de Bernard Lavilliers, sur le titre Angola.
- En 2013, il chante sur le titre Président, de Gaël Faye.
- En 2015, il chante Valentim avec la portugaise Ana Moura.
- En 2020, il sort un single avec la chanteuse Camelia Jordana, le titre Kúdia Kuetu[11]

### Réutilisation de ses chansons
- La chanson Mona Ki Ngi Xica apparait dans la bande originale du film Chacun cherche son chat  (1996), de Cédric Klapish.
- Cette même chanson a été reprise (en français) par Bernard Lavilliers dans le titre Angola. Il l'a chantée d'ailleurs en public avec Bonga.